# Ebel (Bottrop)
Ebel ist eine Siedlung der kreisfreien nordrhein-westfälischen Stadt Bottrop. Für statistische Zwecke ist sie in einen statistischen Bezirk mit der Welheimer Mark unterteilt (amtl. Nummern in Klammern): Ebel/Welheimer Mark (61). Mit etwa einem Quadratkilometer Größe ist Ebel hinter Vonderort der zweitkleinste Stadtteil der Stadt. Heute hat Ebel gut 1500 Einwohner.

## Lage
Die Siedlung Ebel ist der südlichste Stadtteil des Stadtbezirks Bottrop-Süd und somit auch von der gesamten Stadt Bottrop. Sie liegt zwischen dem Rhein-Herne-Kanal im Süden und der Emscher im Norden auf der sogenannten Emscherinsel. Die Berne mündet hier in die Emscher. Ebel grenzt an die Bottroper Stadtteile Lehmkuhle und Welheimer Mark im Norden und Osten, an die Essener Stadtteile Dellwig und Bergeborbeck im Süden sowie den Oberhausener Stadtteil Vondern im Westen. Der Stadtteil, der etwa 40 Meter über NN liegt, ist nicht weit von der Haverkamp entfernt, welche mit 26 m über NN den tiefsten Punkt der Stadt Bottrop bildet. Auch der tiefste Punkt von Essen, die Hattramstraße mit 26,5 m über NN in Karnap ist nicht weit von Ebel entfernt. Ebel liegt 2,5 Kilometer südöstlich von der Bottroper Stadtmitte entfernt.

## Geschichte

### Namensherkunft
Der Name Ebel leitet sich von fruchtbaren, mit Eicheln bestandenen Hügeln im Emscherbruch ab. Der Name ist weiblich, es heißt daher ‚die Ebel‘.

### Vorgeschichte
Bei den Ausschachtungen zur Anlage des Rhein-Herne-Kanals 1914 fand man weitab vom heutigen Bett der Emscher in Ebel versteinerte Flussmuscheln, die den Schluss nahelegen, dass die Emscher einst als breiter Niederungsfluss das ganze weite Emschertal ausfüllte.
Aber auch andere Funde wurden bei den Bauarbeiten am Kanal gemacht: Der frühere Leiter des Bottroper Museums für Ur- und Ortsgeschichte Arno Heinrich hatte im Jahr 1963 den wohl ältesten Neanderthalerrastplatz des Ruhrgebiets entdeckt. Ein Gedenkstein unmittelbar am Rhein-Herne-Kanal in Höhe der Einbleckstraße weist auf den Fund hin. Auf einem Informationsschild von Heinrich neben diesem Stein heißt es dazu: „Der Rastplatz an der Einbleckstraße ist ca. 180 000 Jahre alt und gehört in die mittlere Altsteinzeit. Neandertalgruppen nutzten diese Freilandstation als Sommerlager, im Winter wanderten sie in die heutige Eifel. Erste Funde lieferte der Bau des Rhein-Herne-Kanals vor 1914, entdeckt wurde die gesamte ‚Freilandstation‘ bei weiteren Baggerungen 1963 bis 1975. Rund 400 Geräte aus Feuerstein, Knochen, Geweih und Elfenbein wurden zutage gefördert, die teilweise im Museum zur Ur- und Ortsgeschichte ausgestellt sind. Ihren Nahrungsbedarf deckten die steinzeitlichen Menschen größtenteils über die Pflanzenvielfalt in der damaligen Tundra-Landschaft im Emschertal. Mühsam getötete Tiere wie das Mammut oder Wisent lieferten zusätzliche Nahrung, die Felle dienten zur Bekleidung und für Zelte, Knochen und Geweihe wurden zu Geräten verarbeitet sowie Därme und Sehnen zu Bindematerial.“
Nicht weit von Ebel entfernt, in Vogelheim, fand man zudem bei den gleichen Arbeiten noch ältere Funde: Die Vogelheimer Klinge (eine Klinge aus Feuerstein) sowie Knochen eines Höhlenlöwen aus der Saale-Kaltzeit, zwischen 280.000 und 250.000 Jahren alt.
Die ersten Höfe, die Siedler im Emschertal erbauten, waren durch Hofwere geschützt. Das waren mehr als mannshohe Zäune aus starken in die Erde gerammten Eichenpfählen, die durch zähes Weidengeflecht miteinander verbunden waren.

### Bauerschaft
Ebel entstand aus Gebieten der ehemaligen Bauerschaften Gerschede, Dellwig und Vogelheim, die dem Hofe Borbeck (Stift Essen) abgabepflichtig waren. Nur wenige Menschen siedelten hier, da es regelmäßig im Frühjahr durch die Emscher überschwemmt wurde. Eine zusammenhängende Siedlung gab es nicht. Heide und Bruchwald aus Buchen bestimmten das Bild.
Eine Besonderheit der Gutshöfe der Umgebung war, dass sie eine Vöhdewirtschaft (Futterweidenwirtschaft) betrieben. So hatte jeder Bauer einmal Anbauland als steten Besitz und Bruchland als zeitweiligen Besitz, das zur Erholung des Landes zeitweise als Futterweide (Vöhde) genutzt wurde. Dieses Bruchland entstand durch eine Bauerngemeinschaft zur Urbarmachung mooriger Gebiete, wie das Land aus dem später Ebel entstand sowie dem Klaumerbruch und Kraienbruch.
Eine große Rolle in der Viehzucht spielte die Schweinemast. An Getreide wurde hauptsächlich Roggen, Gerste und Hafer angebaut, was auf die eigenartige Beschaffenheit des Bodens zurückzuführen war. Eine weitere Quelle des Lebensunterhalts der Bauern bildete die Nutznießung des Waldgebietes, aus dem sie Bau-, Nutz- und Brandholz gewannen.
Die Emscherbruchmarken betrieben eine wilde Pferdezucht: Zug- und Wildpferde (die sogenannten wilden Emscherpferde) wurden in die Mark getrieben, wo sie sich frei bewegten und bei Bedarf eingefangen wurden. Während in ältester Zeit alle Markgenossen Pferde in die Mark treiben durften, nahmen dieses Recht später die Rittersitze und Erbenhöfe für sich in Anspruch. Das Gleiche galt für Fischerei und Jagd.
Bis zum Ende des 18. Jahrhunderts gab es im heutigen Ebel noch Wölfe. Im Jahre 1797 fand im Emscherbruch die letzte von der Obrigkeit angeordnete Wolfsjagd statt. Auf ein Wolfsfell war ein Preis von 25 Taler gesetzt, eine für die damalige Zeit beachtliche Summe. Über das Ergebnis der Jagd ist nichts bekannt.

### Industrialisierung

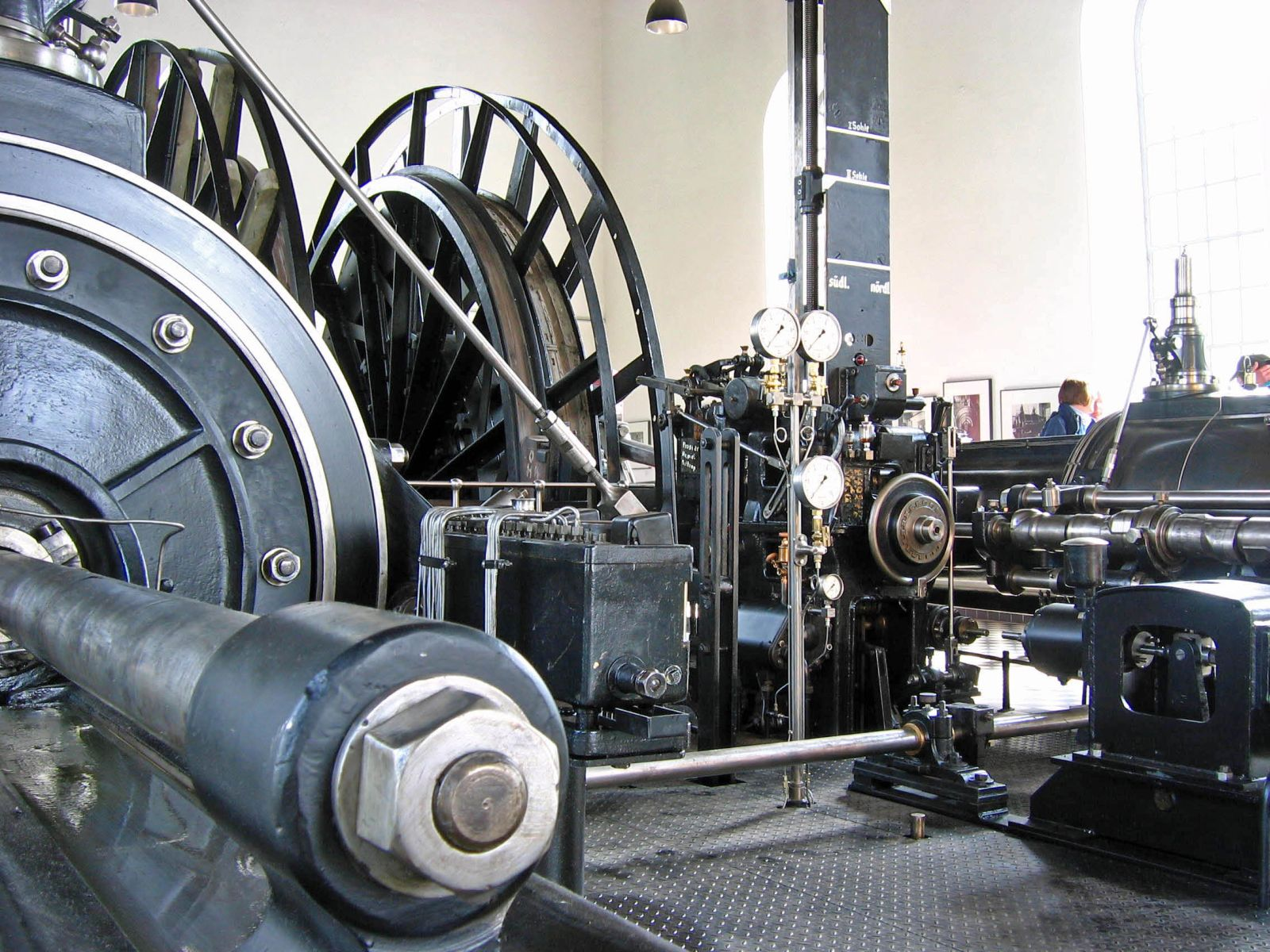
Die Fördermaschine der Zeche Prosper I von 1887 steht heute in dem Museum der Zeche Nachtigall in Witten

Mitglieder der Unternehmerfamilien Waldthausen, Hammacher, Haniel, Huyssen, Morian und Grillo gründeten 1856 die Arenbergsche Bergbau und Hüttengesellschaft, die zur Gründung der späteren Zeche Prosper I führte. Zu den zunächst erworbenen Mutungen gehörte auch Maximilian im heutigen Ebel. Hier wurde 1856 mit dem Abteufen des ersten Schachtes begonnen. Nach teilweise schwierigen Abteufarbeiten (Wasserzuflüsse durch die Emscher) konnte der Schacht 1863 in Betrieb gehen. Er wurde für die Mannschaftsfahrung mit einer Fahrkunst ausgestattet.
Im selben Jahr, 1863, wurde der Grubenfeldbesitz unter dem Namen „Prosper“ zusammengefasst. Namenspatron war der Herzog Prosper-Ludwig von Arenberg. Das Grubenfeld von Zeche Prosper umfasste umfangreiche Feldesbesitze von Ebel. Der Bergbau zog viele Arbeit suchende Menschen, hauptsächlich aus Polen oder Schlesien, an.
1866 wurde auf Schacht 1 eine Kokerei in Betrieb genommen. Die Anlage entwickelte sich – wie Schacht 2 in Batenbrock auch – wirtschaftlich sehr vielversprechend, so dass die nun einsetzende Kohlenkrise der 1880er Jahre ohne Probleme überstanden wurde. Schacht 1 erhielt eine neue Fördereinrichtung. Gleichzeitig wurde neben Schacht 2 eine weitere Kokerei in Betrieb genommen. Ab 1893 wurden beide Schachtanlagen zu Doppelschachtanlagen ausgebaut.
Bis 1900 wurde eine Zechenkolonie errichtet. 1902 und 1903 folgten konfessionelle Volksschulen. Kindergarten ("Kleinkinderbewahrschule") und Brausebad für Werksangehörige und ihre Familien wurden 1904 eröffnet. Dellwig und Borbeck-Mitte blieben die Bezugspunkte. Wer von Bottrop aus in die Ebel wollte, musste die mautpflichtige sogenannte „Fünf-Pfennig-Brücke“ überqueren, die die Grenze zwischen der Provinz Westfalen und der Rheinprovinz bildete. Erst mit der Fertigstellung des Rhein-Herne-Kanals 1914, mit der Ebel von Borbeck abgeschnitten wurde, orientierten sich die Bewohner stärker zum nördlichen Nachbarn.

### Eingemeindung
1915 erfolgte die Eingemeindung Borbecks nach Essen, wodurch auch Ebel von 1915 bis 1929 zu Essen kam. 1929 wurde Ebel nach Bottrop eingemeindet und wanderte somit vom Rheinland nach Westfalen. Dem Gesetz nach entfiel nun auch die Maut auf der „Fünf-Pfennig-Brücke“. Im selben Jahr wurden zudem auch Vonderort, welches bis dahin zu Osterfeld gehörte, und Teile von Karnap (Stadt Essen) in das erst wenige Jahre zuvor mit Stadtrechten versehene Bottrop umgegliedert.

### 20. Jahrhundert
Wichtig war 1914 die Fertigstellung des Rhein-Herne-Kanals, da mit ihm auch ein Industriehafen entstand. Diese Begebenheiten wirkten sich positiv auf den Stadtteil aus. Bereits in den 1920er-Jahren gab es ein vielfältiges Vereinsleben mit der Entstehung des Fußballvereins VfR Ebel sowie Karnevals-, Taubenzüchter-, Männergesangs- und Radsportvereinen. Auch polnische und schlesische Heimatvereine gab es. Die Emscher wurde bald überwiegend für Abwasser und Grubenwasser genutzt und entwickelte sich schnell zur „Köttelbecke“.
Im Rahmen der Weltwirtschaftskrise wurden die Kokerei des Schachtes 1 sowie die anderen einzelnen Kokereien von Zeche Prosper 1928 außer Betrieb genommen. An ihrer statt wurde eine neue Zentralkokerei mit 320 Koksöfen errichtet. Diese war mit einer Jahresproduktion von 1,6 Millionen Tonnen Koks die größte Kokerei des Ruhrgebietes. Im selben Jahr wurde auch die Kohlenförderung auf Prosper I (Schacht 1, 4 und 5) eingestellt und auf Prosper II (Schacht 2, 3 und 8) zusammengefasst. Die beiden Anlagen wurden künftig als eine Werksdirektion unter dem Namen Prosper I/II geführt.
Als die Siedlung Ebel 1965 ihr 100-jähriges Bestehen feierte (allerdings ohne geschichtlichen Bezug), stellte sie sich als klein aber fein dar: Es gab mitunter vier Gaststätten, vier Lebensmittelgeschäfte, drei Metzgereien sowie neben regem Vereinsleben auch eine aktive Kirchengemeinde St. Matthias. 1969 ging die Zeche Prosper mit dem gesamten Bergbauvermögen in den Besitz der neu gegründeten Ruhrkohle AG über. Diese führte die Zusammenfassungs- und Rationalisierungsmaßnahmen nach der neuen Konzernstrategie weiter.
In den 1970er Jahren kam es zum wirtschaftlichen Abschwung: Es schlossen sowohl Schacht 1 der Zeche Prosper als auch der Industriehafen. Damit einher gingen ein Anstieg der Arbeitslosigkeit und das Ende der Geschäfte des Ortsteils. Viele Einwohner zogen weg. Im Zuge dieses Strukturwandels wandte sich Ebel stärker dem Dienstleistungssektor zu. Auf der Fläche der Zeche Prosper I entstand neben dem Prosperwäldchen so das Gewerbegebiet Prosper I. Die Stadt Bottrop will mit dem Programm „Stadtteil mit besonderem Erneuerungsbedarf“, in das Ebel aufgenommen wurde, zudem für eine Verbesserung der Lebensqualität sorgen.

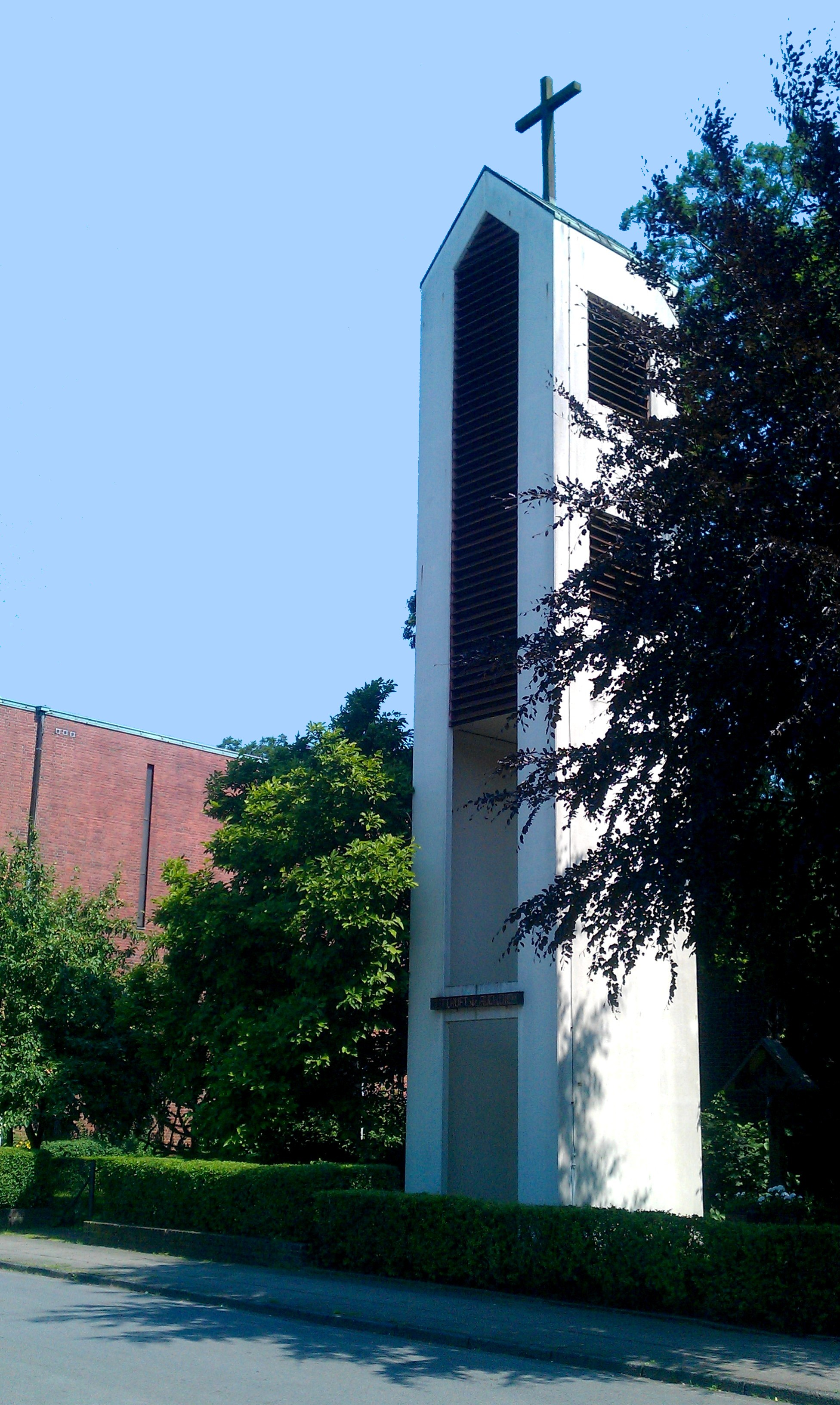
Kirche St. Matthias in Ebel

## Heutiger Charakter
Zurzeit gibt es zwischen Rhein-Herne-Kanal und Emscher zwei Trinkhallen, ein Frisörgeschäft, ein Fitnessstudio sowie eine Filiale der Möbelhauskette Poco Domäne. Größere Lebensmittelgeschäfte gibt es nicht. Zwischen Essener und Borbecker Straße befindet sich das Gewerbegebiet Prosper I. Einer der ersten Schritte des Programms „Stadtteil mit besondere Erneuerungsbedarf“, bei dem Ebel beteiligt ist, war die letztlich erfolglose Initiative, die Kapelle an der Bahnhofstraße zu einem Bürgertreff zu machen. Für die 6- bis 15-Jährigen gibt es im „Spielhaus Ebel“ und in der „Heißen Kiste“, die beide vom Jugendamt geleitet werden, Freizeitmöglichkeiten: Hausaufgabenhilfe, Basteln, Kochen und gemeinsame Spiele stehen hier an mehreren Tagen der Woche auf dem Programm.
Mit der St. Matthias-Kirche besitzt Ebel eine katholische Kirche, welche allerdings aufgegeben werden soll. Eine evangelische Kirche gibt es nicht mehr (die Kapelle Ebel an der Ecke Bahnhofstraße / Lichtenhorst wurde 2007 abgerissen), jedoch werden auch evangelische Gottesdienste im Seitenraum von St. Matthias gefeiert. Des Weiteren gibt es die neuapostolische Gemeinde Bottrop-Ebel.
Es gibt auf Ebeler Gebiet mit der "Schillerschule – Standort Ebel" eine Grundschule, die auch eine Schülerbetreuung bis 16 Uhr anbietet.

## Kultur und Naherholung

### Der BernePark

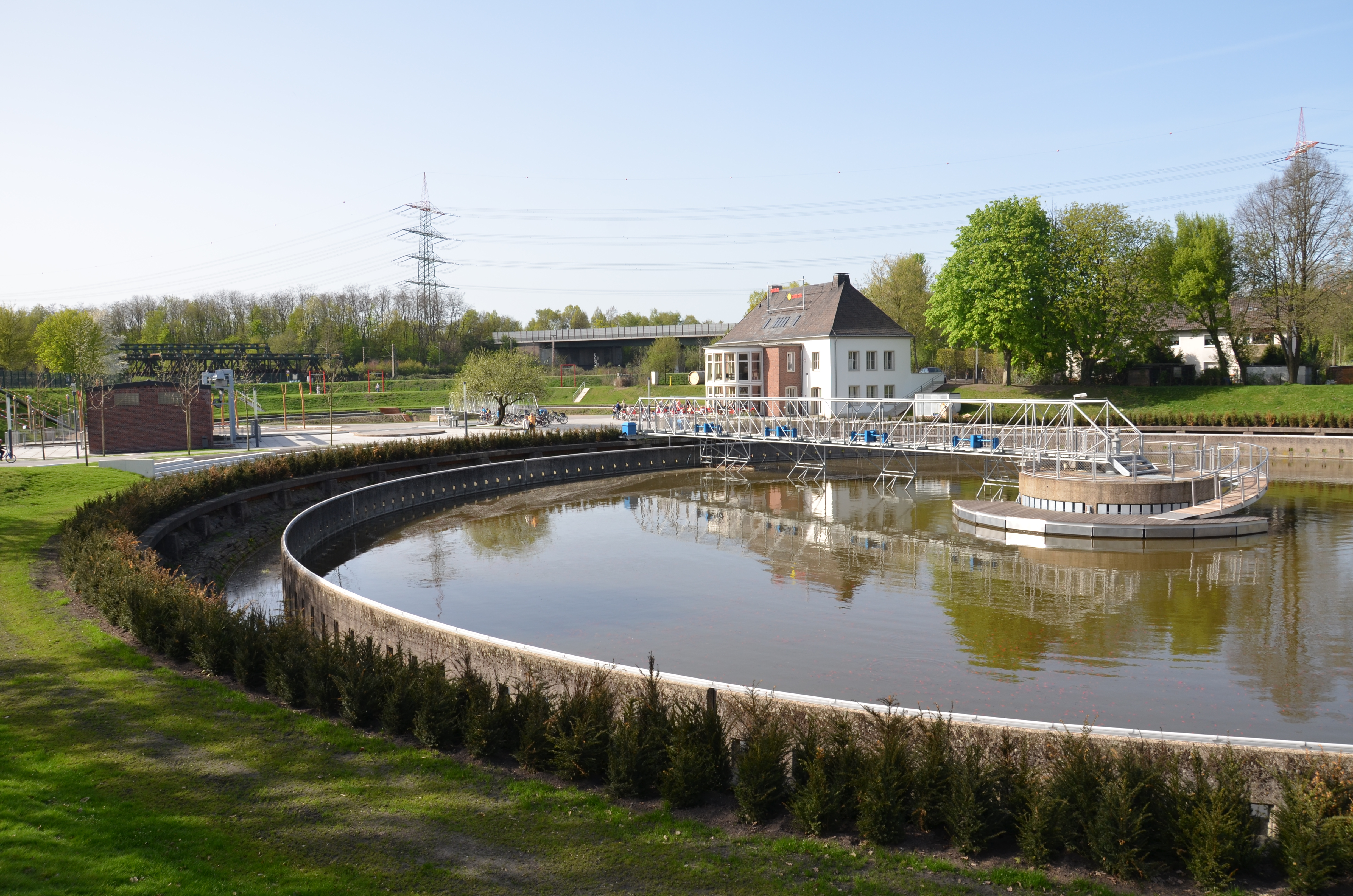
Umgestaltetes 1. Wasserbecken mit Fischen

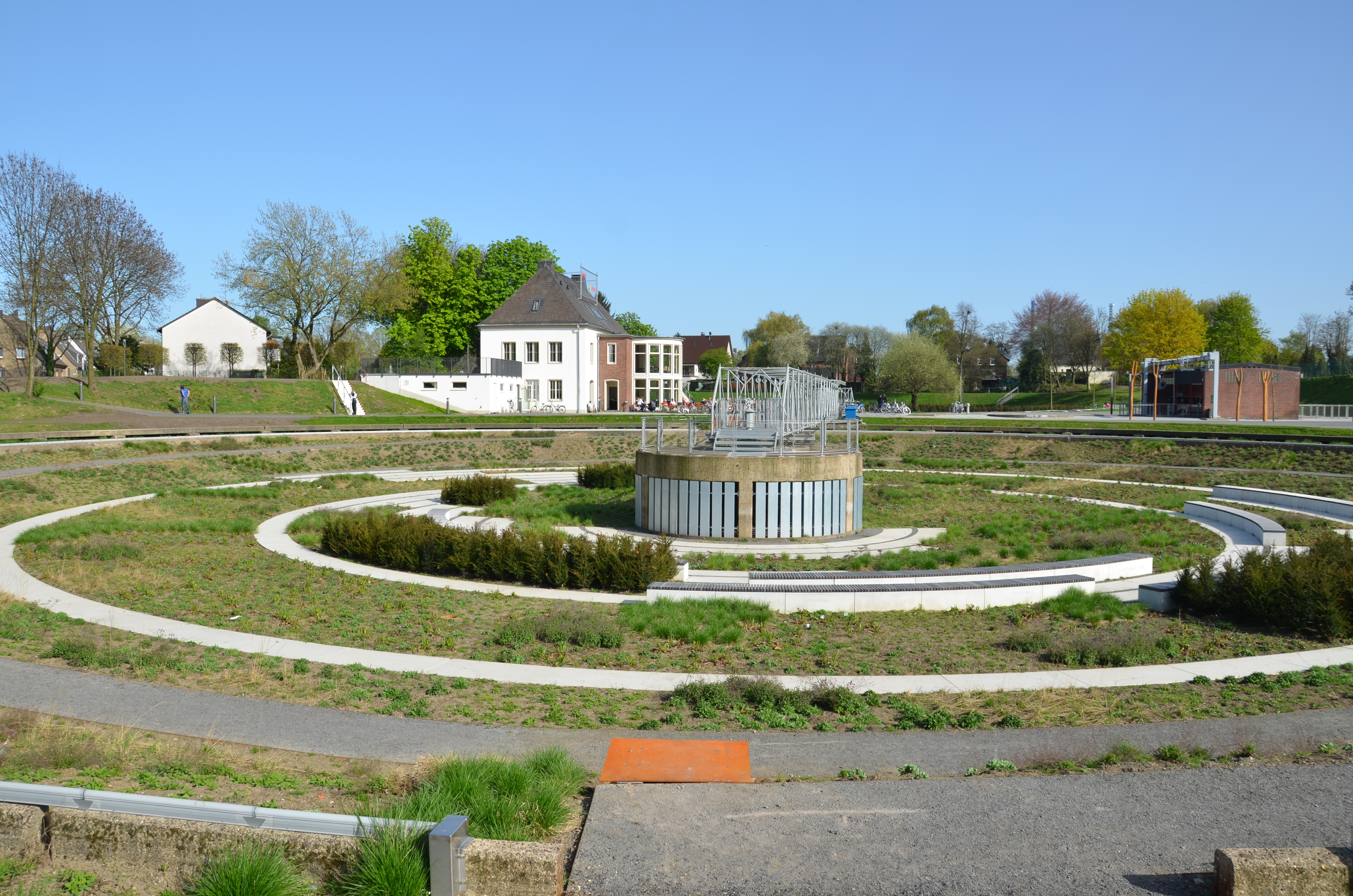
… und Staudengarten im 2. Becken

Der BernePark ist eine am 2. Oktober 2010 eröffnete Parklandschaft mit Veranstaltungs- und Restaurantgebäude. Entstanden ist das Gelände aus der nach fast vierzig Jahren 1997 eingestellten „Kläranlage Bernemündung“. Geplant wurde der Park im Rahmen des Projekts Emscherkunst.2010 zur Kulturhauptstadt 2010 durch die Emschergenossenschaft und der Stadt Bottrop. Gestaltet wurde der Park von den Landschaftsarchitekten Davids | Terfrüchte + Partner in Zusammenarbeit mit den international renommierten Landschaftskünstlern Piet Oudolf und Eelco Hooftman.
Eines der beiden ehemaligen Klärbecken von jeweils 73 Meter Durchmesser wurde mit 21000 Stauden und Gräsern zu einem begehbaren Senkgarten umgestaltet, das andere mit Frischwasser befüllt. Zusätzlich werden die ehemaligen Klärbecken durch eine Lichtinstallation des Künstlers Mischa Kuball bei Dämmerung beleuchtet, die wie die früher hier installierten Umwälzrechen regelmäßig die Ränder umläuft. In dem unter Denkmalschutz stehenden ehemaligen Maschinenhaus wurde Platz für ein Restaurant, Ausstellungen sowie Informationen zum Umbau des Emschersystems durch die Emschergenossenschaft und den BernePark geschaffen. Auf dem Dach wurde eine Schriftinstallation des New Yorker Künstlers Lawrence Weiner angebracht. Ein weiteres Projekt auf dem Gelände des Parks ist ein sogenanntes „dasparkhotel“ des österreichischen Künstlers Andreas Strauss. Die fünf einzelnen „Hotelzimmer“, die sich direkt am Emscherdeich befinden, sind Betonrohre, die als Schlafort jeweils mit einem Doppelbett ausgestattet worden sind. Sie haben einen Durchmesser von 2,40 Meter und besitzen eine Luke für Blicke auf den Sternenhimmel.
Nach Plänen der Stadt Bottrop soll der Standort zum Zentrum für bürgerschaftliche und interkulturelle Aktivitäten des Stadtteils ausgebaut werden. Die Emschergenossenschaft möchte den Park gar zum Wahrzeichen des Emschertals entwickeln. Der BernePark ist Bestandteil der Themenroute „Wasser: Werke, Türme und Turbinen“ der Route der Industriekultur.

### Das Prosperwäldchen
Mit dem Prosperwäldchen im Westen des Stadtteils besitzt Ebel zudem ein kleines Naherholungsgebiet. Das Gebiet des Prosperwäldchens befindet sich auf der Fläche der abgeworfenen Zeche Prosper I. An ihrer Stelle befindet sich heute neben dem Wald auch ein Gewerbegebiet. Das Wäldchen war Standort der Verwaltung und ist mittlerweile vollständig von Bäumen bewachsen. Die bestehenden Sport- und Spielflächen im Wald gehörten zu den ehemaligen Betriebseinrichtungen. Der Prosperwald ist seit 2000 über den Rhein-Herne-Kanal sowie die Emscher zugänglich. Langfristig soll dieser Wald in den Emscher Landschaftspark eingebunden werden.

## InnovationCity Ruhr
Ebel ist Teil des Projektortes der InnovationCity Ruhr, als das der Bottroper Süden im Jahr 2010 ernannt wurde. Neben Ebel sind auch die Bottroper Stadtmitte, Lehmkuhle, Boy, Batenbrock und Teile von Eigen an diesem Projekt beteiligt. Das Projektgebiet soll in den kommenden Jahren zum Modellprojekt in Sachen Energieeffizienz und Klimaschutz werden. Das Ziel ist bis 2020 den CO2-Ausstoß um die Hälfte zu senken. Dafür sollen insgesamt 2,5 Milliarden Euro investiert werden. 30 Unternehmen aus dem Initiativkreis Ruhr haben sich verpflichtet, das Projekt zu unterstützen. Das erste Projekt der InnovationCity Ruhr ist die Versorgung der Grundschule von Ebel mit der Energie, die durch die Abfallwärme der Kokslöschvorgänge auf Kokerei Prosper („Wärme auf Rädern“) entsteht. Besonders ist dieses Projekt, da industrielle Abwärme in aller Regel verpufft. Es wurde jedoch eine Möglichkeit gefunden, die Abfallwärme aus Industrie- und Müllverbrennungsanlagen in Containern mit Natriumacetat (Pökelsalz) zu speichern und zu möglichst nahe gelegenen Abnehmern wie hier die Ebeler Grundschule zu transportieren. Das Salz wird über einen Wärmetauscher erhitzt und an anderer Stelle der Schule in Wärme freigesetzt. Für die Stadt Bottrop ist die Beheizung der Grundschule der Auftakt für weitere Projekte dieser Art.

## Verkehr

### Anbindung
Die Buslinien 186, 261 sowie der SB16 führen durch Ebel.
| Linie | Verlauf | Takt (Mo–Fr)                                                | Betreiber                   |
| ----- | --- | ----------------------------------------------------------- | --------------------------- |
| SB16  | Essen Hbf → Hollestr. – Rathaus Essen – Berliner Platz – Universität Essen – Essen-Bergeborbeck – Bottrop-Ebel – Bottrop Hbf – Bottrop ZOB Berliner Platz – Stadtwald Herzogstr. – Bottrop-Grafenwald – Kirchhellen Schulze-Delitzsch Str. – Bottrop-Kirchhellen, St. Antonius Hospital | 20 min (Essen–Bottrop ZOB) 60 min (Bottrop ZOB–Kirchhellen) | DB Rheinlandbus / Vestische |
| 186   | Bottrop ZOB Berliner Platz – Bottrop Hbf – Ebel Zeche Prosper – Essen-Dellwig Schilfstr. – Gerscheder Weiden – Borbeck Germaniaplatz – Borbeck Bf – Bedingrade – Schönebeck – Borbeck Süd Bf – Altendorf Schölerpad                                                                     | 20 min                                                      | Ruhrbahn                    |
| 261   | Bottrop-Ebel – Bottrop Hbf – Batenbrock – Bottrop ZOB Berliner Platz – Fuhlenbrock – Stadtwald – Nordfriedhof – Eigen Markt | 20 min                                                      | Vestische                   |
| NE16  | Essen Hbf – Am Waldthausenpark – Berliner Platz – Universität Essen – Essen-Bergeborbeck – Gerscheder Weiden – Bottrop-Ebel – Bottrop Hbf – Bottrop ZOB Berliner Platz | 60 min                                                      | Ruhrbahn                    |

Der Weg zum Bottroper Hauptbahnhof (führt nach Essen – Oberhausen – Wuppertal – Dorsten), der sich im nordwestlich angrenzend gelegenen Stadtteil Lehmkuhle befindet, ist kurz. Ebel ist über die Autobahn A 42 (führt nach Kamp-Lintfort – Duisburg – Gelsenkirchen − Dortmund) an das deutsche Autobahnnetz angebunden.

### Lärmbelastung
Im Zeitraum zwischen 1999 und 2000 wurden in Ebel und Lehmkuhle Lärmuntersuchungen durchgeführt. Die erfolgte schalltechnische Untersuchung für die beiden Stadtteile bestätigte den Bedarf einer Lärmminderungsplanung. In Zusammenarbeit zwischen der Bottroper Verkehrsplanung, der Stadterneuerung, der Bauleitplanung, der Umweltplanung/des Immissionsschutzes sowie eines externen Gutachters erfolgte daraufhin die Erstellung eines Maßnahmenplans zur Lärmminderung für die beiden Stadtteile, der neben technischen auch stadt- und verkehrsplanerische Maßnahmenvorschläge umfasste.
Besonders der Schwerlastverkehr zum Industriegebiet an der Knippenburg (Welheimer Mark) führt trotz Lärmschutzwand an der Borbecker Straße jedoch noch immer zu einer hohen Lärmbelastung der Ebelaner, da die Lastwagen durch die Wohnstraßen fahren. Eine eigene Ausfahrt von der A 42 ins Industriegebiet Knippenburg gibt es nicht.
Auch der Schienenverkehr auf der Güterbahnstrecke Duisburg-Wedau–Bottrop Süd zwischen Essen-Gerschede und dem Bottroper Güterbahnhof ist laut. An der Bahnstrecke Gerschede-Bottrop im Hintergelände der Haßlacher Straße soll nun eine rund 350 Meter lange und drei Meter hohe Lärmschutzwand direkt an den Gleisen entstehen. Die Stadt Bottrop misst der neuen Lärmschutzwand große Bedeutung bei, da die Ansiedlung von Lebensmittelversorgern und der (bislang aus Lärmschutzgründen abgelehnte) Bau neuer Häuser unter anderem an der Haßlacher Straße gefördert werden könnte.

### Der Ebelstau
Für viele Menschen ist der „Ebelstau“ in Richtung Bottroper Stadtmitte auf der Borbecker Straße wesentlich vertrauter als der Stadtteil daneben.

## Sport
Ebel ist Heimat des Fußballvereins VfR Bottrop-Ebel 1946, der zurzeit in der Kreisliga spielt. In Ebel gibt es aber nicht nur Fußball, auch die Rudergemeinschaft Bottrop e. V. hat hier ihr Bootshaus. Sie fährt hauptsächlich auf dem Rhein-Herne-Kanal in Richtung Oberhausen. Zudem gibt es den Tischtennisverein Bottrop-Ebel 1953.

## Unternehmen
- Brillux-Niederlassung Bottrop (Farben und Lacke)
- bbh Bottroper-Bedachungs-Handel Bergemann u. Schmitz OHG (Bedachungsgroßhandel)
- Rottbeck Spedition GmbH (Spedition)
- O-TEC Cordes GmbH (Pulverbeschichtung)
- Ruhr Oel GmbH (Mineralöl)
- MC-Bauchemie (Spezialchemikalien)
- TSR Recycling GmbH (Recycling)

## Weiterführende Informationen